# 沙洋、新城之战
沙洋、新城之战，1274年（宋度宗咸淳十年、元世祖至元十一年），宋元战争中，元朝军队沿汉水南下，攻破南宋沙洋、新城的作战。
1274年九月，元朝荆湖行省左丞相伯颜率元軍主力，从襄阳出发，沿汉水南进，绕过郢州（今湖北钟祥市）后，十月二十二日，进至沙洋堡。伯颜派断事官杨仁风去招降，宋朝守将不肯和他对话。伯颜又派降将持黄榜和檄文，带上赵文义人头入城招降。宋将王虎臣、王大用斩使者、烧黄榜，坚守不降。宋朝裨将傅益乘船带水军十七人降元，又有七艘战船降元。王虎臣把想要降元的人全部处死。两军相持至傍晚，伯颜派新军万户忙兀台架设巨炮十二座，准备攻城。十月二十三日，伯颜命参知政事吕文焕至城下招降，宋军不应，元军发起强攻。知印百家奴在东角楼立云梯，登城夺宋军旗帜、弓矢、衣甲，新军万户忙兀台也竖云梯登城，易州等处管军总把巩信，率五十人，点火烧营寨，宋军大乱。傍晚，北风大起，伯颜命水手元帅张荣等人顺风发炮，城中房舍被焚烧，沙洋被攻破。守将王虎臣、王大用等人被忙兀台俘获，其余全部被屠杀。
沙洋堡南五里为新城，京湖制置帐前都统边居谊驻守。边居谊善于守城、颇得人心。十月二十四日，元军至新城。吕文焕派人招降，边居谊拒绝招降，率舟师拒战。伯颜命万户帖木儿、史弼将所斩人头出示在新城下，并绑住王虎臣、王大用至城下劝降，边居谊拒不出降。元军又射黄榜和檄文入城中，边居谊假装要与吕文焕面谈，次日，吕文焕至城下，宋军发伏弩，吕文焕身中三箭坠马，差点被宋军侵获，幸为元军所救。十月二十六日，南宋守城总制黄顺越城出降，伯颜授他招讨使之职，派他至城下再次招降，边居谊继续死守。黄顺呼喊城上守军，其部曲想要缒城出降，被边居谊破获斩杀。十月二十七日，宋军副都统制任宁出降。伯颜督军占据周围堡寨，全力攻城。宣令降者免死，拒战者全部斩杀。边居谊不惧威胁，率军以火具、弓箭抵抗，击退吕文焕军进攻。元军总管李庭攻破新城外堡，竖云梯而上。边居谊以家资散尽将士，往来督战，拒战至晚，元军破侵汉楼，火烧民居，边居谊力不能支，于是还宅，拔剑自刎不死，赴火自焚。边居谊所部三千人，除黄顺、任宁外，全部尽力死战，为元军所屠，新城陷落。